# Estación Paraná
Paraná es la estación de ferrocarril de la ciudad homónima, capital de la provincia de Entre Ríos, República Argentina.

## Servicios
Es la estación cabecera del Servicio Regional Entre Ríos que presta la empresa estatal Trenes Argentinos Operaciones entre esta estación y Colonia Avellaneda.

## Historia
Esta estación es atravesada por un ramal que va desde la Estación Bajada Grande hacia Federal y por otro hacia Concepción del Uruguay.
El 30 de junio de 1887 se habilitó la conexión ferroviaria a través de la línea que luego se integraría en el Ferrocarril General Urquiza con las ciudades de Paraná, Nogoyá y Rosario del Tala.
Durante la década de 1990 los ramales de la provincia de Entre Ríos fueron abandonados. Gobernaba el peronismo con Carlos Menem en la Nación y Mario Moine en la Provincia.
Hasta 1992 existían el tren "Río Paraná" que unía Federico Lacroze con Paraná, vía Zárate y Basavilbaso, además de dos trenes diarios a Concordia Norte.
Existieron otros trenes locales y regionales, como el que iba a Diamante por ejemplo, suprimidos a fines de los 60.
En 2002 el gobernador Sergio Montiel reacondicionó y puso en marcha los primeros ramales de la provincia. A partir de marzo de 2010, el tren volvió a unir Concepción del Uruguay y Paraná pasando por 24 localidades entrerrianas. El servicio contaba con dos frecuencias semanales.
El 19 de diciembre de 2009 se realizó un viaje de prueba en la Estación del Ferrocarril de la ciudad, con la presencia del Gobernador de la provincia Sergio Urribarri. Fue la primera vez en 18 años que vuelve a pasar el tren en la Estación Paraná. el 28 de junio de 2010 con un coche motor Materfer que corría los días viernes de Paraná a Concepción del Uruguay y efectuaba el regreso los días domingos. El servicio pasaba por 24 localidades entrerrianas operado por la Unidad Ejecutora Ferroviaria de Entre Ríos.
En el año 2011 se envió un Tren Solidario a esta estación siendo el Vigesimoctavo Tren Solidario de la revista Rieles
En 2016 por decisión del nuevo Ministro de transporte, Guillermo Dietrich todos los ramales de Entre Ríos fueron paralizados cancelándose los servicios locales de Paraná, que fueron suspendidos en enero de 2016, el tren Paraná – Concepción del Uruguay, suspendido en febrero de ese año, y el servicio Basavilbaso – Villaguay, que dejó de circular en abril de 2016.